# 꿰미풀속
꿰미풀속(---屬, 학명: Triosteum 트리오스테움[*])은 인동과의 속이다. 아시아와 북아메리카에 분포하는 여러해살이 초본식물 여섯 종으로 이루어져 있다. 열매는 핵과이다.

## 하위 종
- 꿰미풀 T. sinuatum Maxim.
- T. angustifolium L.
- T. aurantiacum E.P.Bicknell
- T. × eamesii (Wiegand) A.Haines
- T. himalayanum Wall.
- T. perfoliatum L.
- T. pinnatifidum Maxim.